# 丹尼爾·奧圖
丹尼爾·奧圖（法語：Daniel Auteuil，法語發音：[danjɛl otœj]；1950年1月24日—）是法國電影演員與導演。

## 生平
丹尼爾·奧圖出生在當時仍是法國非洲屬地的阿爾及利亞，父母皆是歌劇演員，他在法國本土的亞威農與南錫長大。
丹尼爾·奧圖曾以《戀戀山城》(1986)與《玩真的》(1999)兩度獲得凱薩獎最佳男主角獎。他也以《第八日》於第49屆坎城影展獲得最佳男演員獎。

## 電影作品

### 演員
- 1986年：《戀戀山城》(Jean de Florette)
- 1992年：《今生情未了》(Un cœur en hiver)
- 1993年：《鍾愛一生》(Ma saison préférée)
- 1994年：《瑪歌皇后》(La Reine Margot)
- 1996年：《第八日（法语：Le Huitième Jour (film, 1996)）》(Le Huitième Jour)
- 1999年：《玩真的》(La fille sur le pont)
- 2000年：《雪地裡的情人》(La veuve de Saint-Pierre)
- 2004年：《36總局》(36 Quai des Orfevres)
- 2004年：《偷慾：一個作家的告白（法语：Strange Crime）》(Under A False Name)
- 2005年：《隱藏攝影機》(Caché)
- 2005年：《作畫與做愛》(Peindre ou faire l'amour)
- 2006年：《我最好的朋友（法语：Mon meilleur ami (film)）》(Mon meilleur ami)
- 2006年：《巴黎換換愛》(The Valet)
- 2016年：《告解高峰會（法语：The Confessions (film)）》(The Confessions)
- 2017年：《師聲對決》(Le Brio)
- 2018年：《苦兒流浪記》(Remi Nobody's Boy)
- 2020年：《美好拾光公司（法语：La Belle Époque (film)）》(La Belle Epoque)
- 2022年：《玩具當家》(The new toy)

### 導演
- 2011年：《挖井人的女兒（法语：La Fille du puisatier (film, 2011)）》(La Fille du puisatier)
- 2013年：《愛似狂潮（法语：Marius (2013 film)）》(Marius)
- 2013年：《愛似朝陽（法语：Fanny (film, 2013)）》(Fanny)

## 外部連結
- 丹尼爾·奧圖在互联网电影资料库（IMDb）上的資料（英文）